# سالیسین
سالیسین (انگلیسی: Salicin) یک بتا گلوکوزید الکلی است.  سالیسین در پوست درخت بید (سالیکس) تولید می‌شود (و به نام آن نامگذاری شده‌است). این ماده یک پیش‌ساز بیوسنتزی برای سالیسیل آلدئید است.

## جنبه‌های دارویی
سالیسین در پوست و برگ‌های بید، صنوبر و گیاهان مختلف دیگر یافت می‌شود.  مشتقات در کاستوریوم یافت می‌شوند. طعم سالیسین مانند کینین تلخ است.
سالیسین ممکن است باعث واکنش پوستی آلرژیک شود (حساسیت پوستی؛ دسته ۱).
عوارض جانبی خفیف استاندارد هستند، با بروز نادر تهوع، استفراغ، بثورات پوستی، سرگیجه و مشکلات تنفسی. مصرف بیش از حد از مقادیر زیاد سالیسین می‌تواند سمی باشد، به کلیه‌ها آسیب برساند، باعث زخم معده، اسهال، خونریزی یا ناراحتی گوارشی شود. برخی از افراد ممکن است به سالیسیلات‌ها حساسیت داشته باشند و واکنش‌هایی مشابه واکنش‌های تولید شده توسط آسپیرین را تجربه کنند. افرادی که مبتلا به آسم، دیابت، نقرس، گاستریت، هموفیلی، زخم معده هستند، نباید از سالیسین استفاده کنند. همچنین کودکان زیر ۱۶ سال و زنان باردار و شیرده منع مصرف دارند.